# Евтим Наков
Евтим Наков е български просветен деец и революционер, деец на Вътрешната македоно-одринска революционна организация.

## Биография
Наков е роден в Кочани, тогава в Османската империя, днес в Северна Македония. Завършва българската гимназия в Солун и в 1896 година математика в Софийския университет. Работи като учител 35 години в родния си град, Скопие, Битоля, Солун, Щип, Сяр и други. В 1895 - 1898 година преподава математика в Скопското българско педагогическо училище. В 1901 - 1902 година е директор на Сярското българско педагогическо училище. През учебната 1917 - 1918 година е директор на Солунската гимназия по време на пребиваването и в град Щип.
От 1925 година Наков е преподавател в гимназия „Пейо Яворов“ в Петрич, чийто директор е от 1926 до 1928 година.
Също така той се включва в националноосвободителните борби на българите в Македония.
Евтим Наков умира в 1929 година.